# Strikes and Spares
Strikes and Spares ist ein US-amerikanischer Kurzfilm aus dem Jahr 1934, der eine Anleitung für das Bowling ist.

## Handlung
Auf einer Bowlingbahn spielen eine Frau und ein Mann. Die beiden spielen exzellent. Andy Varipapa, ein aus Italien stammender Bowling-Profi, demonstriert Griffe, Fußstellungen und Schwünge für gerade Würfe und Bogenwürfe. Danach vollführt Varipapa einige Kunstwürfe, die in normaler Geschwindigkeit und in Zeitlupe gezeigt werden. Eingestreut werden dabei die glücklosen Versuche eines kleinen Mannes und der Enthusiasmus des Pin-Aufstellers Sunshine.

## Auszeichnungen
1935 wurde der Film in der Kategorie Bester Kurzfilm – Novelty für den Oscar nominiert.

## Hintergrund
Die Uraufführung fand am 20. Oktober 1934 statt.
Produzent Pete Smith ist als Erzähler zu hören.